# 長野県道438号御牧原蓬田線
長野県道438号御牧原蓬田線（ながのけんどう438ごう みまきはらよもぎだせん）は、長野県東御市と佐久市を結ぶ一般県道。

## 概要

### 路線データ
- 起点：東御市御牧原（長野県道153号立科小諸線交点）
- 終点：佐久市蓬田（八幡西交差点、国道142号交点）

## 通過する自治体
- 東御市
- 佐久市

## 交差・接続する道路
- 長野県道153号立科小諸線 - 東御市御牧原（起点）
- 長野県道44号下仁田浅科線 - 佐久市蓬田
- 長野県道142号八幡小諸線 - 佐久市蓬田
- 国道142号 - 佐久市蓬田（八幡西交差点）